# Сан-Донато-ді-Нінеа
Сан-Донато-ді-Нінеа (італ. San Donato di Ninea, сиц. San Donatu) — муніципалітет в Італії, у регіоні Калабрія,  провінція Козенца.
Сан-Донато-ді-Нінеа розташований на відстані близько 390 км на південний схід від Рима, 105 км на північний захід від Катандзаро, 50 км на північ від Козенци.
Населення — 1395 осіб (2014).
Щорічний фестиваль відбувається 7 серпня. Покровитель — San Donato.

## Демографія
Населення за роками:

Станом на 1 січня 2023 року в муніципалітеті офіційно проживало 20 іноземців з 10 країн, серед них 13 громадян країн Євросоюзу та 1 громадянин України.

## Сусідні муніципалітети
- Аккуаформоза
- Альтомонте
- Гризолія
- Лунгро
- Орсомарсо
- Сан-Сості
- Вербікаро